# Agathosma alticola
Agathosma alticola är en vinruteväxtart som beskrevs av Schlechter och Dümmer. Agathosma alticola ingår i släktet Agathosma och familjen vinruteväxter. Inga underarter finns listade i Catalogue of Life.